# Edmond de Lancastre
Pour les articles homonymes, voir Maison de Lancastre et Edmond Plantagenêt (homonymie).
Titres
Comte de Lancastre
30 juin 1267 – 5 juin 1296
(28 ans, 11 mois et 6 jours)
Comte de Leicester
25 octobre 1265 – 5 juin 1296
(30 ans, 7 mois et 11 jours)
Comte de Champagne Régent jure uxoris
Edmond de Lancastre (16 janvier 1245, Londres – 5 juin 1296, Bayonne), dit « Crouchback » (après les Croisades), prince anglais, fut comte de Lancastre et de Leicester.
Second fils survivant du roi Henri III d'Angleterre et d'Éléonore de Provence, nommé 1er comte de Lancastre en 1267, il est ensuite fondateur de la maison royale de Lancastre.

## Enfance
Le prince Edmond, né à Londres, est frère du roi Édouard Ier, ainsi que des princesses Marguerite, Catherine et Béatrice d'Angleterre. 
En 1253, il est investi par le pape Innocent IV comme souverain du royaume de Sicile et des Pouilles. C’est à peu près à ce moment-là qu'il obtient également le titre de comte de Chester. Ces nominations sont peu significatives car le roi Conrad IV des Romains, le vrai roi de Sicile, est encore en vie, et le titre de comte de Chester est attribué à son frère aîné le roi Édouard.

## Carrière politique
Cependant, le prince Edmond obtient rapidement des biens et des titres d'importance. En effet, peu après la déchéance de son oncle Simon de Montfort, le comte de Leicester en 1265 il reçoit les titres de comte de Leicester et de Lancastre, ainsi que plusieurs honneurs y compris lord-grand-intendant d'Angleterre, et pour finir, les terres de Segrave (en). En 1267, il obtient le domaine de Builth, après s'être opposé au seigneur d'alors, Llywelyn ap Gruffydd (le dernier prince celtique du pays de Galles). Pour l'aider à conquérir des terres, il reçoit également de son frère aîné les seigneuries relatives aux domaines contigus de Skenfrith, de Grosmont et du château Blanc au pays de Galles, ainsi que celle de Monmouth. En 1267, il est ensuite nommé shérif de Lancashire (en).
En 1271, il accompagne son frère aîné le roi Édouard lors de la neuvième croisade en Palestine. Son surnom de Crouchback, littéralement « dos croisé » ((la) crucesignatus), fait allusion à la croix cousue sur les vétements. 
Lorsqu'il revient de croisade, il semble avoir fait du château de Grosmont son domicile préféré et y avoir entrepris d'importants travaux de reconstruction. C’est apparemment en ce lieu que naît en 1281 son fils, le prince Henri, 3e comte de Lancastre. 
Nommé chef de l'armée anglaise en Guyenne, il assiège sans succès Bordeaux pour le compte de son frère souverain au cours de la guerre de Guyenne. Il se réfugie à Bayonne où il meurt le 5 juin 1296. Son corps est ramené en Angleterre où il est enterré le 15 juillet 1296 à l'abbaye de Westminster.

## Famille
Le 8 avril 1269, le prince Edmond se maria en premier mariage avec Aveline, fille de Guillaume de Forz, comte d'Albemarle et d'Isabelle, suo jure comtesse de Devon. Elle meurt exactement 4 ans après leur mariage, à l'âge de 15 ans, étant enterrée à Westminster. Le couple n'a pas d'enfants, bien que certaines sources estiment qu'elle est peut-être morte lors d'un accouchement ou peu après une fausse couche.
Le 3 février 1276, il épouse à Paris en secondes noces la comtesse Blanche d'Artois, veuve d'Henri Ier de Navarre, comte de Champagne et Brie, et fille de Robert, comte d'Artois et Mathilde, duchesse de Brabant. Avec Blanche, il a trois enfants : 
- Thomas de Lancastre, 2e comte (né vers 1278 et exécuté le 22 mars 1322) ;
- Henry de Lancastre, 3e comte (né vers 1281 et mort le 22 septembre 1345) ;
- Jean de Lancastre, seigneur de Beaufort (aujourd'hui Montmorency-Beaufort, Aube, arrond. d’Arcis-sur-Aube, canton de Chavanges) et de Nogent-l’Artaud (Aisne, arrond. de Château-Thierry, canton de Charly). Avant juillet 1312, il épousa Alix de Joinville (veuve de Jean IV d’Arcis, seigneur d'Arcis-sur-Aube, Chacenay et Pisy, mort en ou avant 1307 ; elle était fille de Jean, seigneur de Joinville (Haute-Marne, arrond. Vassy, ch.-I. canton), sénéchal de Champagne le célèbre chroniqueur, et de sa femme Alix de Reynel, fille héritière de Gautier, seigneur de Reynel). Il meurt sans postérité en France vers 1317.